# Liutpert
Liutpert lub Liutbert (ur. ? – zm. 702) – król Longobardów, z przerwą, w latach 700–702.
Rządził po swym ojcu, królu Kunikpercie, w młodym wieku razem ze swym opiekunem Ansprandem, księciem Asti. Po ośmiu miesiącach został usunięty przez Raginperta, księcia Turynu, syna Godeperta, który był stryjecznym dziadkiem Liutperta. Udało mu się później powrócić na tron po paru miesiącach, tuż po śmierci Raginperta, ale został ponownie usuniętym. Został pojmany do niewoli w Pawii i uduszony przez syna Raginperta.